# Jan Dukas (protostrator)
Jan Dukas (grec. Ἰωάννης Δούκας, ur. ok. 1064, zm. przed 1137) – bizantyński arystokrata.

## Życiorys
Był synem Andronika Dukasa i Marii Bułgarskiej. Urodził się około 1064 roku. W 1085 roku cesarz Aleksy I Komnen uczynił go gubernatorem Dyrrachium. W 1093 został mianowany megaduksem. Następnie stłumił rebelię na Krecie oraz na Cyprze oraz odzyskał większość zachodniego wybrzeża Anatolii za Bizancjum.